# Levobunololo
Il levobunololo è un composto chimico di formula {\displaystyle {\ce {C17H25NO3}}} che in condizioni normali si presenta in forma solida.

## Struttura e caratteristiche fisiche
Il levobunololo è un levoisomero del bunololo. Si tratta di un chetone ciclico, in particolare di un derivato del 3,4-diidronaftalen-1-one dove in posizione 5 è presente un gruppo 3-(tert-butilamino)-2-idrossipropoilico (enantiomero-S). Il composto viene anche classificato come propanolammina ed etere aromatico. Il composto presenta le seguenti caratteristiche:
- 2 donatori di legami a idrogeno
- 4 accettori di legami a idrogemo
- 6 legami ruotabili
- un elemento stereogenico
- massa monoisotopica = 291,18344366 g/mol
- superficie polare = 58.6Å²
- 21 atomi pesanti

## Reattività e caratteristiche chimiche
Si tratta dell'acido coniugato dello ione levobunololo1+. Sono disponibili due spettri analitici del composto:
- spettro GC-MS: 31 picchi totali con 3 picchi principali a 86, 41 e 57 m/z[3]
- spettro MS-MS: 5 picchi totali con 3 picchi principali a 236,1, 201,1 e 218,1 m/z[4]

## Sintesi
Viene prodotta a partire dallo ioduro di 1,2,3,4-tetraidronaftalene.

## Farmacologia e tossicologia
Viene per o più utilizzato sotto forma di sale di cloruro.

### Farmacocinetica
Il farmaco viene somministrato per instillazione di soluzioni oftalmiche allo 0,25% o allo 0,5%. Il dosaggio deve essere personalizzato a seconda delle esigenze dell'individuo e della risposta terapeutica. Nell'adulto si instilla abitualmente una goccia di soluzione 1-2 volte al giorno. Il farmaco è assorbito rapidamente e completamente dopo somministrazione. Anche se somministrato a livello topico può dare effetti sistemici.
Nell'adulto sano un picco di concentrazione plasmatica di circa 16 ng/ml si ottiene entro 1-3 ore dalla somministrazione e l'emivita di eliminazione del farmaco risulta di 5-6 ore dopo somministrazione. L'effetto β-bloccante inizia entro 4-8 ore e persiste per almeno 24 ore. Nell'animale di laboratorio il farmaco viene rapidamente distribuito nei tessuti e nei fluidi oculari (cornea, iride, corpo ciliare ed umore acqueo). Il volume di distribuzione è di 5,5 l/kg mentre la clearance plasmatica è di 11 ml/min/kg.
Il levobunololo cloridrato è metabolizzato prevalentemente nel fegato. Il metabolita principale è il diidrolevobunololo che possiede attività b-bloccante. Il levobunololo ed i suoi metaboliti vengono coniugati con acido glucuronico e solfati e vengono escreti principalmente nelle urine.

### Farmacodinamica
Il composto agisce con la stessa potenza sui recettori adrenergici β1 e β2. Il levobunololo riduce la formazione di umor acqueo, forse impedendo l'aumento catecolamino-mdiato di AMPc nei processi ciliari (da cui deriverebbe la produzione di umore acqueo).

### Effetti del composto e usi clinici
Si tratta di un betabloccante non cardioselettivo utilizzato per ridurre la pressione intraoculare e può essere utilizzato in pazienti con glaucoma cronico ad angolo aperto. Nei pazienti con glaucoma ad angolo chiuso si consiglia di somministrare il levobunololo in associazione con farmaci miotici. Non ha effetti sulla dimensione della pupilla.
privo di attività sia intrinseca che stabilizzante.
La riduzione della pressione endooculare si ottiene entro 1 ora dall'applicazione topica di una soluzione di levobunololo cloridrato allo 0,5%, diventa massima entro 2-6 ore e può protrarsi per 24 ore. Nei pazienti con glaucoma ad angolo aperto o ipertensione oculare la riduzione massima della pressione endooculare si ottiene dopo 2-3 settimane di trattamento topico.

### Controindicazioni ed effetti collaterali
Il farmaco è controindicato in caso di: ipersensibilità, shock cardiogeno, insufficienza cardiaca manifesta, asma, broncopatie ostruttive croniche ed acute, blocco atrioventricolare superiore al 1º grado e bradicardia sinusale. L'uso del farmaco nei pazienti affetti da alcune patologie come insufficienza cardiaca, funzione polmonare compromessa, diabete mellito, tireotossicosi, miastenia grave deve avvenire con estrema cautela. Se associato a terapia con epinefrina si possono verificare casi di midriasi.
Si possono manifestare blefaro-congiuntiviti, blefariti, riduzione dell'acuità visiva, iridocicliti, eritema, sensazione transitoria di bruciore e di prurito oculari. Solo raramente sono state descritte diminuzione della sensibilità corneale e lacrimazione. Occasionalmente infatti sono stati riportati bradicardia, aritmia, ipotensione, sincope, blocco cardiaco, ischemia cerebrale, disturbi cerebrovascolari, broncospasmo e, più raramente, cefalea, atassia transitoria, vertigini, letargia, nausea, diarrea, depressione, aumento di ALT serico e di bilirubinemia. La somministrazione concomitante di verapamil può provocare alterazione del ritmo cardiaco (bradicardia, asistolia).

### Interazioni
Il farmaco interagisce con 31 composti tra cui l'aloperidolo.